# Неорганические вещества
Неоргани́ческие вещества́ (неоргани́ческие соедине́ния) — простые вещества и химические соединения, не являющиеся органическими, то есть не содержащие в своей основе углерод, а также некоторые углеродсодержащие соединения (карбиды, цианиды, карбонаты, оксиды углерода, CO и СO2 и некоторые другие вещества), которые традиционно относят к неорганическим.
Неорганические вещества не имеют характерного для органических веществ углеродного скелета.

## Классы неорганических веществ
Все неорганические соединения делятся на две большие группы:
- Простые вещества — состоят из атомов одного элемента;
- Сложные вещества — состоят из атомов двух или более элементов.

Простые вещества по физическим свойствам делятся на:
1. Твёрдые (Zn, Fe, Ce, Pt и др.);
2. Жидкие (Br, Hg);
3. Газообразные (N2, H2, Cl2 и др.).

По химическим свойствам:
1. вещества, проявляющие основные свойства (Na, K, Li и др.);
2. вещества, проявляющие амфотерные свойства (Al, Be, Zn и др.);
3. вещества, проявляющие кислотные свойства (X2, N2, О2 и др.).

### Бинарные соединения кислорода с менее электроотрицательными элементами
1. производные озона (Н2О3);
2. озониды (KO3, RbO3 и др.);
3. пероксиды (Na2O2, H2O2 и др.);
4. надпероксиды (KO2, RbO2 и др.);
5. осно́вные оксиды (CaO, Na2O и др.);
6. кислотные оксиды (CO2, SO3 и др.);
7. амфотерные оксиды (ZnO, Al2O3 и др.);
8. двойные оксиды (Sn3O4, U3O8 и др.);
9. несолеобразующие оксиды (CO, NO и др.);

### Гидроксиды;
1. основания (NaOH, Ca(OH)2 и др.);
2. кислородсодержащие кислоты (H2SO4, HNO3 и др.);
3. амфотерные гидроксиды (Zn(OH)2, Al(OH)3 и др.);

### Соли
1. средние соли (Na2SO4, Ca3(PO4)2 и др.);
2. кислые соли (NaHSO3, CaHPO4 и др.);
3. осно́вные соли ((CuOH)2CO3 и др.);
4. двойные соли (CaMg(CO3)2, KAl(SO4)2 и др.)
5. комплексные соли (K3[Fe(CN)6], KFeIII[FeII(CN)6], [Ag(NH3)2]OH и др.);
6. смешанные соли (Ca5(PO4)3(F), Ca(Cl)ClO и др. )
7. солеподобные вещества (Карбиды, гидриды и др.)
8. интерметаллиды (MnRe и др.)

## Генетическая связь между классами веществ
Генетическая связь — это связь между классами соединений, отражающая возможность превращения вещества одного класса в вещество другого класса.
Генетический ряд — это цепочка превращений веществ, которые имеют в составе один и тот же химический элемент.

### Общий вид генетического ряда для металлов
{\displaystyle M\ {\xrightarrow[{}]{O_{2}}}\ M_{x}O_{y}\ {\xrightarrow[{}]{H_{2}O}}\ M(OH)_{n}\ {\xrightarrow[{}]{H_{m}An}}\ M_{m}(An)_{n}}
Генетический ряд калия:
{\textstyle K\ {\xrightarrow[{}]{O_{2},\ t^{o}}}\ KO_{2}\ {\xrightarrow[{}]{H_{2}O}}\ KOH\ {\xrightarrow[{-H_{2}O}]{HCl}}\ KCl}

### Общий вид генетического ряда для неметаллов
{\displaystyle Nom\ {\xrightarrow[{}]{O_{2}}}\ Nom_{x}O_{y}\ {\xrightarrow[{}]{H_{2}O}}\ H_{m}NomO_{y+1}\ {\xrightarrow[{}]{M(OH)_{n}}}\ M_{m}(NomO_{y+1})_{n}}
Генетический ряд азота:
{\textstyle N_{2}\ {\xrightarrow[{}]{O_{2},\ t^{o}}}\ NO_{2}\ {\xrightarrow[{}]{H_{2}O}}\ HNO_{3}\ {\xrightarrow[{-H_{2}O}]{KOH}}\ KNO_{3}}